# Auxílio por incapacidade temporária
Auxílio por incapacidade temporária, anteriormente chamado de auxílio-doença, é um seguro previdenciário. É regulado pela Lei 8.213/91, que é a lei de benefícios da previdência social. Consiste numa renda que é a média das 80% maiores contribuições do segurado desde julho de 1994 multiplicada ainda por um fator de 91% (o que normalmente gera uma renda abaixo do salário atual do segurado), paga pelo tempo que durar a incapacidade laborativa. 
É a incapacidade que gera o auxílio, não a simples doença e somente o médico-perito pode verificá-la; o médico particular não deve se pronunciar sobre isso nem sugerir tempo de afastamento. Existem duas variedades: auxílio-doença comum, para doenças e acidentes comuns; auxílio-doença acidentário, para doença ocupacional e acidente de trabalho. O segundo gera direito à estabilidade no emprego por um ano após o fim do auxílio e ainda uma indenização se houve culpa ou dolo do empregador. Para o segurado obtê-lo, a empresa deve emitir a Comunicação de Acidente de Trabalho, embora atualmente a perícia médica do INSS possa às vezes reconhecer o direito sem a CAT empresarial, através do nexo entre o trabalho e a lesão.

## Regras particulares
1. Pode ser concedido para um dos trabalhos, se houver mais de um, mas com atividades diferentes (ex.:porteiro e encanador).
2. Sendo a mesma atividade, será afastado de todos os trabalhos (ex.: vigia numa empresa e guarda municipal).
3. Pode ser de duração indefinida se a incapacidade não se estender aos outros trabalhos, sem direito à aposentadoria nesse caso.
4. No caso de ser concedido para um só dos trabalhos, pode ser menos que um salário-mínimo.
5. O empregado recebe da empresa nos primeiros quinze dias, só depois é encaminhado ao INSS.
6. Os segurados de outras categorias recebem desde o começo do INSS.
7. Só há carência para o tipo comum, que é de doze meses.
8. Não pode se acumular com seguro-desemprego.

### Requisitos
O trabalhador deve possuir alguns requisitos para solicitar o auxílio doença. São eles:

#### Carência
Ele deve possuir uma carência de no mínimo 12 meses exceto em alguns casos previstos no art. 26, II, Lei 8.213/91. São os casos de acidente de qualquer natureza ou causa e de doença profissional ou do trabalho, bem como nos casos de segurado que após filiar-se ao RGPS, for acometido de algumas doenças e afecções especificadas em lista elaborada pelo Ministério da Saúde, do Trabalho e da Previdência.

#### Qualidade de segurado
Segurado ou pessoa com qualidade de segurado é o termo usado para todos aqueles que contribuem para o INSS e que, portanto, têm direito à cobertura previdenciária. Essas pessoas podem usufruir de todos os benefícios e serviços oferecidos pela Previdência Social.

#### Incapacidade para o trabalho
O auxílio doença será devido ao segurado que ficar incapacitado para o seu trabalho ou para a sua atividade habitual por mais de 15 (quinze) dias consecutivos. Ou seja, trata-se de uma incapacidade laboral que dure mais de 15 dias.
O auxílio-doença acidentário é pago somente a empregados, trabalhadores avulsos e segurados especiais (pequenos agricultores e pescadores). É pago desde o dia seguinte ao do acidente, ou, no caso do empregado, a partir do décimo sexto dia de afastamento do trabalho (que normalmente acontece no dia do acidente). Se for doença ocupacional, o dia do acidente é o do diagnóstico da doença ou o do afastamento do trabalho, o que vier primeiro. O segurado deve levar ao perito médico toda a documentação médica e administrativa disponível.
O auxílio-doença pode ser convertido em aposentadoria por invalidez ou auxílio-acidente, mas somente quando a doença parar de evoluir. Ela deve estar estabilizada para que o benefício cesse. A aposentadoria por invalidez é devida quando a incapacidade se verifica total e permanente. O auxílio-acidente é devido se ainda há alguma capacidade laborativa, nesse caso o segurado continua trabalhando e recebe um adicional de cerca de metade do salário como benefício previdenciário, até se aposentar normalmente. O INSS pode obrigar o segurado, em todos os casos, a passar por tratamento e reabilitação, exceto cirurgia e transfusão de sangue, que são opcionais. Pode também exigir perícias periódicas.
A chamada alta programada (tempo de auxílio pré-fixado e sem nova perícia), conforme jurisprudência, é viável quando a literatura médica permite prever o tempo necessário à recuperação. O segurado pode entrar com pedido de reconsideração ou recurso administrativo se o pedido for indeferido. Pode também entrar com ação judicial, mas nesse caso deve desistir do processo interno do INSS. Não precisa exaurir a via administrativa para entrar por via judicial. Se o tempo autorizado pelo médico for insuficiente, pode fazer um pedido de prorrogação e continua recebendo até nova perícia.
A ação para obter auxílio-doença não recebido prescreve em cinco anos no caso de acidente de trabalho. Para obter revisão de atos de concessão de benefícios em geral, o direito decai em dez anos. Para obter parcelas atrasadas, o direito prescreve em cinco anos. Isso significa que o segurado que se aposentou em 2010 poderá requerer revisão do valor até 2020, mas só receberá valores revisados referentes ao período entre 2015 e 2020. No caso do auxílio-doença, quem obteve um benefício em 2010 poderá requerer uma revisão do valor, mesmo após o fim da incapacidade, até 2020, recebendo portanto em atrasado o valor que deveria ter sido pago, ou, para ser mais exato, a diferença entre o pago e o devido.

### Códigos do Auxílio Doença
- B-10 – Auxílio-doença acidentário do trabalhador rural
- B-13 – Auxílio-doença previdenciário do trabalhador rural
- B-31 – Auxílio-doença previdenciário do trabalhador urbano
- B-91 – Auxílio-doença acidentário do trabalhador urbano